# St.-Leonhard-Kirche (Koldenbüttel)

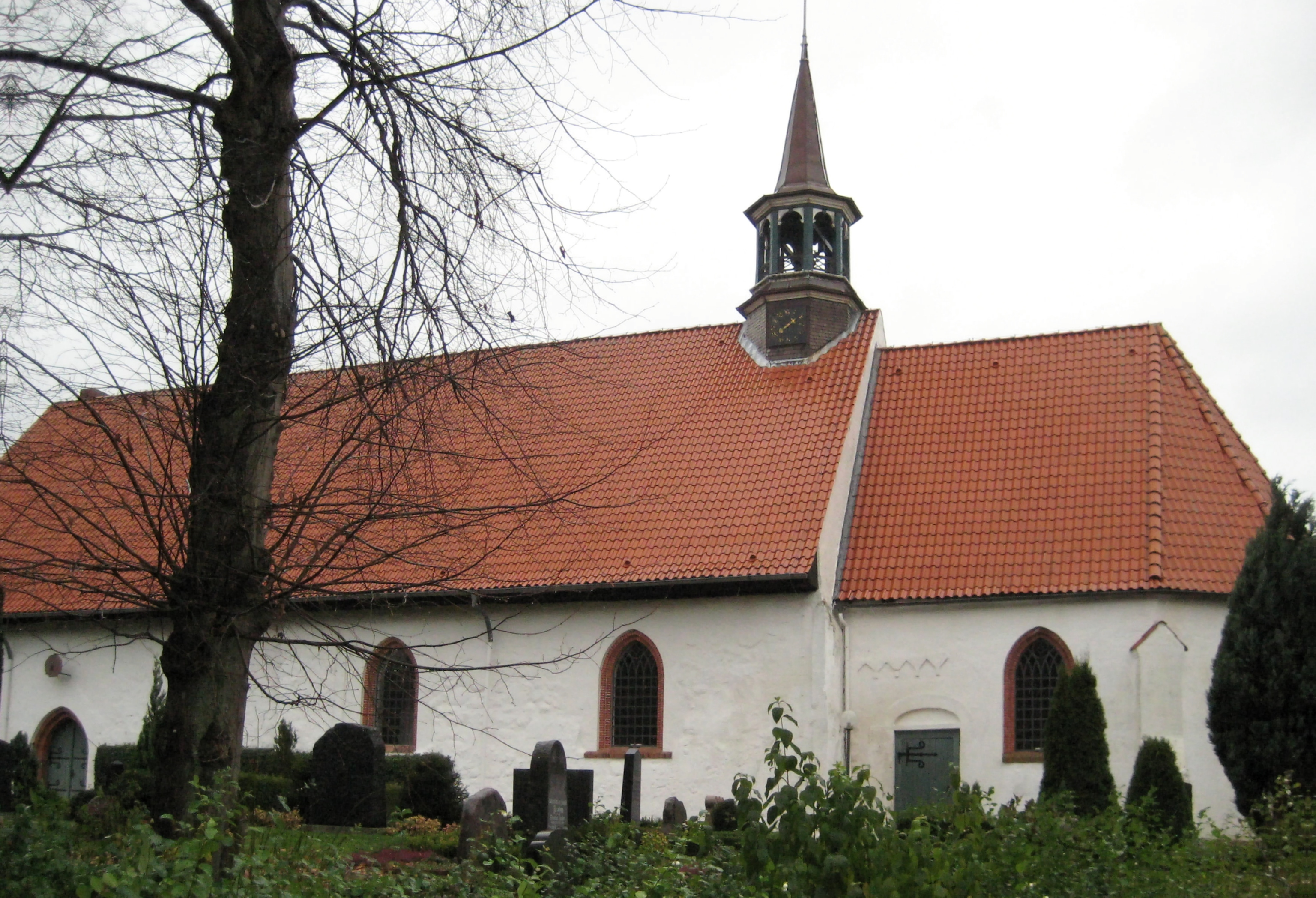
Beim Blick von Süden ist an der Chorwand über der Tür ein romanischer Fries zu erkennen

Die St.-Leonhard-Kirche in Koldenbüttel wurde um 1200 gebaut und ist eine von achtzehn historischen Kirchen auf Eiderstedt im Kreis Nordfriesland in Schleswig-Holstein. Die Kirchengemeinde gehört zum Kirchenkreis Nordfriesland in der Evangelisch-Lutherischen Kirche in Norddeutschland. Zur Kirche gehörte der älteste erhaltene Glockenstapel in Schleswig-Holstein.

## Geschichte

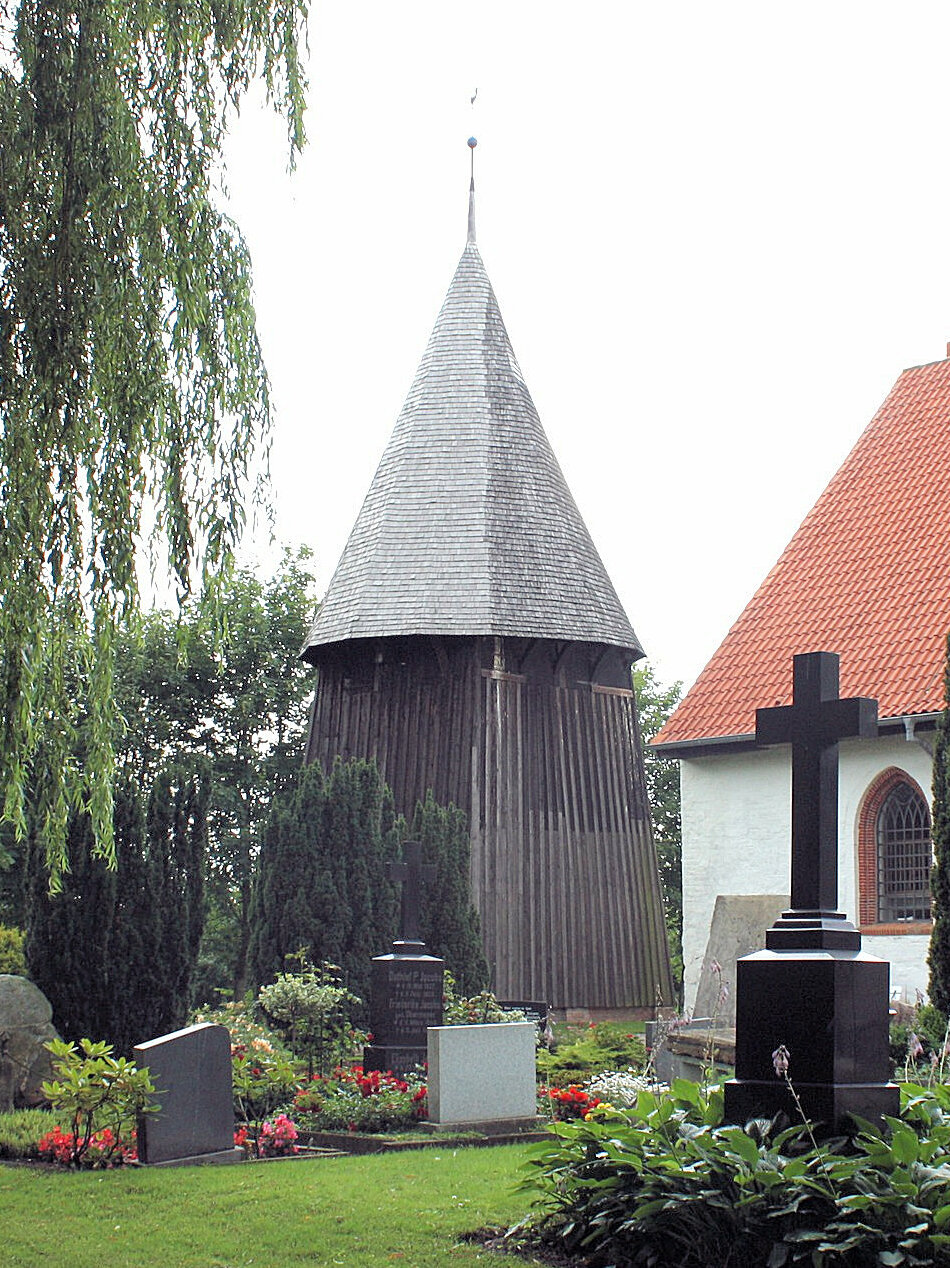
Glockenstapel

Friesen, die im 12. Jahrhundert aus dem Ems-Gebiet in die Utlande eingewandert waren, errichteten um 1200 auf einer älteren Warft die St.-Leonhard-Kirche. Als Standpunkt für die Kirche wählten sie den Ort, an dem – eine Seltenheit im Marschgebiet – eine Süßwasserquelle entspringt. Die Wasserader befindet sich noch immer unter dem Altarraum. In vorchristlicher Zeit war sie vermutlich als heilig verehrt worden. Als Baumaterial nutzen die Bauherren neben Feldsteinen rheinisches Tuffgestein, das über den Wasserweg nach Koldenbüttel gelangte. Das Patrozinium des Heiligen Leonhard von Limoges, das für die Kirche gewählt wurde, ist für Norddeutschland sehr ungewöhnlich. In Schleswig-Holstein gibt es keine weitere Leonhardskirche. Organisatorisch gehörte die Kirche damals zum zu dieser Zeit dänischen Erzbistum Lund. Von dort wurde der neuen Pfarrkirche ein steinernes Taufbecken geliefert.
Um 1400 wurde das Kirchenschiff vergrößert. Der Glockenstapel südwestlich der Kirche entstand in der zweiten Hälfte des 15. Jahrhunderts. Dendrochronologisch konnte nachgewiesen werden, dass der älteste Stamm 1461 gefällt wurde. Er ist damit der älteste Ständerbau seiner Art in Schleswig-Holstein.
1760 erhielt die Kirche eine neue Ausmalung. Bei der der Renovierung 1872/73 wurde nicht nur der Altar umgestaltet, sondern auch ein Teil der zahlreichen Epitaphien entfernt. Anfang der 1970er Jahre wurde die Kirche erneut grundlegend renoviert und dabei der Zustand von 1760 weitgehend wiederhergestellt.

## Ausstattung
Das älteste Ausstattungsstück ist das romanische Taufbecken aus der Erbauungszeit der Kirche. Das wie ein Becher geformte Becken ist aus südschwedischem Sandstein gefertigt. Der 1845 auf dem Friedhof vergrabene Taufstein wurde 1970 wiederentdeckt und an seinem Platz in der Kirche zurückgebracht. Über dem Taufbecken hat ein kleiner Taufengel seinen Platz gefunden. Er stammt aus der 2. Hälfte des 18. Jahrhunderts und hatte zwischenzeitlich seinen Platz in einer Haubarg hier auf Eiderstedt.

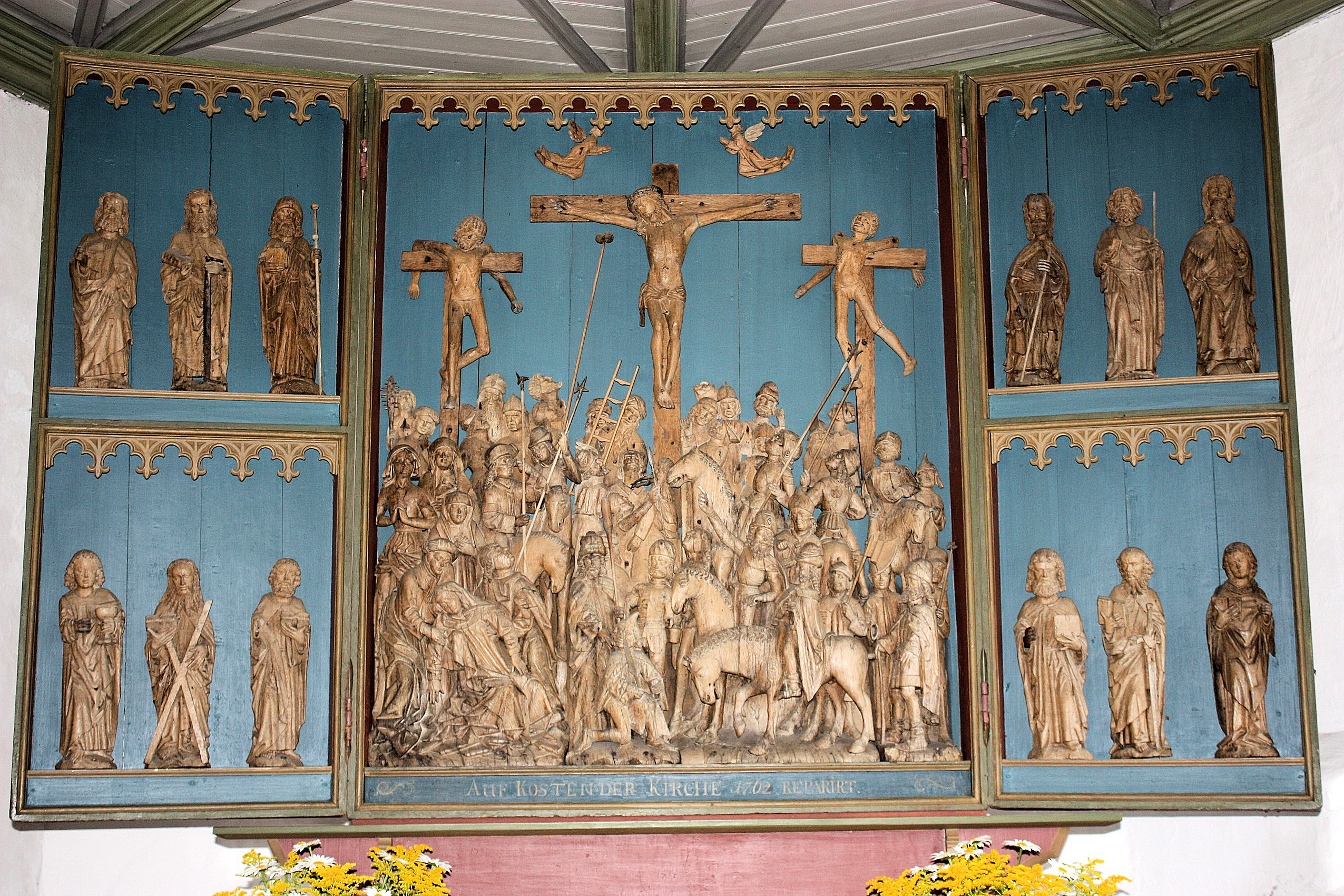
Flügelaltar

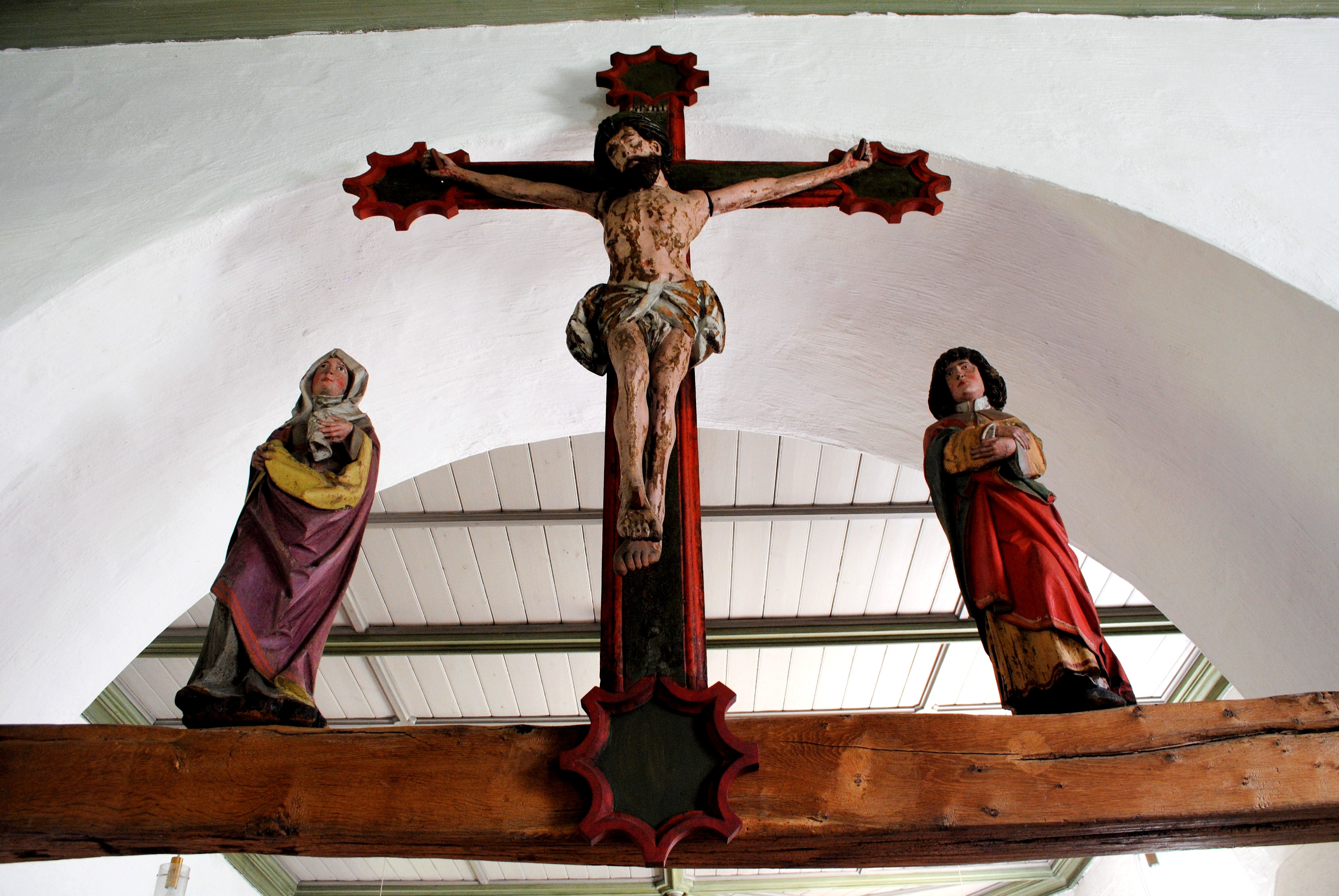
Kreuzigungsgruppe Triumphkreuz

Der spätgotische Flügelaltar stammt aus dem Ende des 15. Jahrhunderts. Am Mittelschrein sind zwei Flügelpaare mit Scharnieren angebracht, so dass ursprünglich drei verschiedene Ansichten möglich waren. Die innere Festtagsseite zeigt im Mittelschrein eine sehr qualitätsvolle figurenreiche Kreuzigungsszene als Relief aus Eichenholz. In den Seitenflügeln stehen Figuren der zwölf Apostel. Ursprünglich waren die Reliefs farbig; die Bemalung wurde 1631 und 1762 erneuert, 1872/73 aber durch Abbeizen völlig zerstört, so dass sie heute holzsichtig vor einem zur Ausmalung der Kirche passenden blauen Hintergrund sind. Die erste Wandlung, die Sonntagsseite, zeigt einen achtteiligen Passionszyklus, der sich in der Übermalung von 1631 durch den Husumer Maler Dietrich Wittich (oder Wittman) erhalten hat. Diese Renovierung des Altars, bei der auch zwei verlorene Apostelfiguren von dem Husumer Bildhauer Nickels Carsten ergänzt wurden, finanzierten der Lehnsmann Hemming Volquarts und der Baumeister Hans Holst. Die Gemälde der Alltagsseite bei zugeklappten Flügeln und die ursprüngliche Predella gingen verloren, als das Retabel 1872/73 im neugotischen Stil umgestaltet wurde. Diese Umbauten wurden so weit wie möglich 1971 rückgängig gemacht. Das alte Predellabild, eine Abendmahlsdarstellung, ist seitlich aufgehängt.
Die Kreuzigungsgruppe wird nach eine Inschrift auf 1505 datiert und befand sich ursprünglich wohl wie früher üblich auf dem sogenannten Triumphbogen zwischen Chor und Kirchenschiff. Hergestellt wurde es vermutlich in derselben Werkstatt, die auch den Korpus des Triumphkreuzs der St.-Catharinen-Kirche in Westensee schuf. 1887 fand sie der Kunsthistoriker Richard Haupt auf dem Dachboden der Kirche und ließ sie 1902/04 dem Städtischen Museum Flensburg übergeben. 1994 wurde das Triumphkreuz mit den Figuren der Maria und des Jüngers Johannes der Kirche zurückgegeben und am ursprünglichen Ort aufgestellt.
Aus der Zeit nach der Reformation stammt die Kanzel, die Staller Caspar Hoyer um 1583 stiftete. Die Kanzel wird dem sogenannten „Eiderstedter Typ“ zugerechnet, der sich auch in der St.-Christians-Kirche in Garding findet. Sie hängt links vom Chorbogen und wird durch einen Mauerdurchbruch vom Chor aus betreten.
Drei große Epitaphien in Renaissancerahmen und mehrere Gemälde, teilweise von Marten van Achten oder seiner Werkstatt, haben sich erhalten. Sie sind heute neu restauriert und erstrahlen in ausdrucksstarken Farben. Die Rahmen dieser Bilder wurden durch schwere Eingriffe stark reduziert. Reste des einstigen Schmucks haben als Wandelemente wieder Verwendung gefunden. In der Darstellung der Taufe von 1550 sind die nicht namentlich genannte Stifterfamilie mit den Porträts von Luther und Melanchthon  abgebildet. Die Darstellung der Grablegung aus dem Jahr 1593, die wie die anderen Werke ganz vom Manierismus geprägt sind, zeigt eine italienisierende Renaissancestadt im Hintergrund. Das Gemälde der Kreuzigung wurde von Marten van Achten im Jahre 1591 geschaffen.

## Orgel

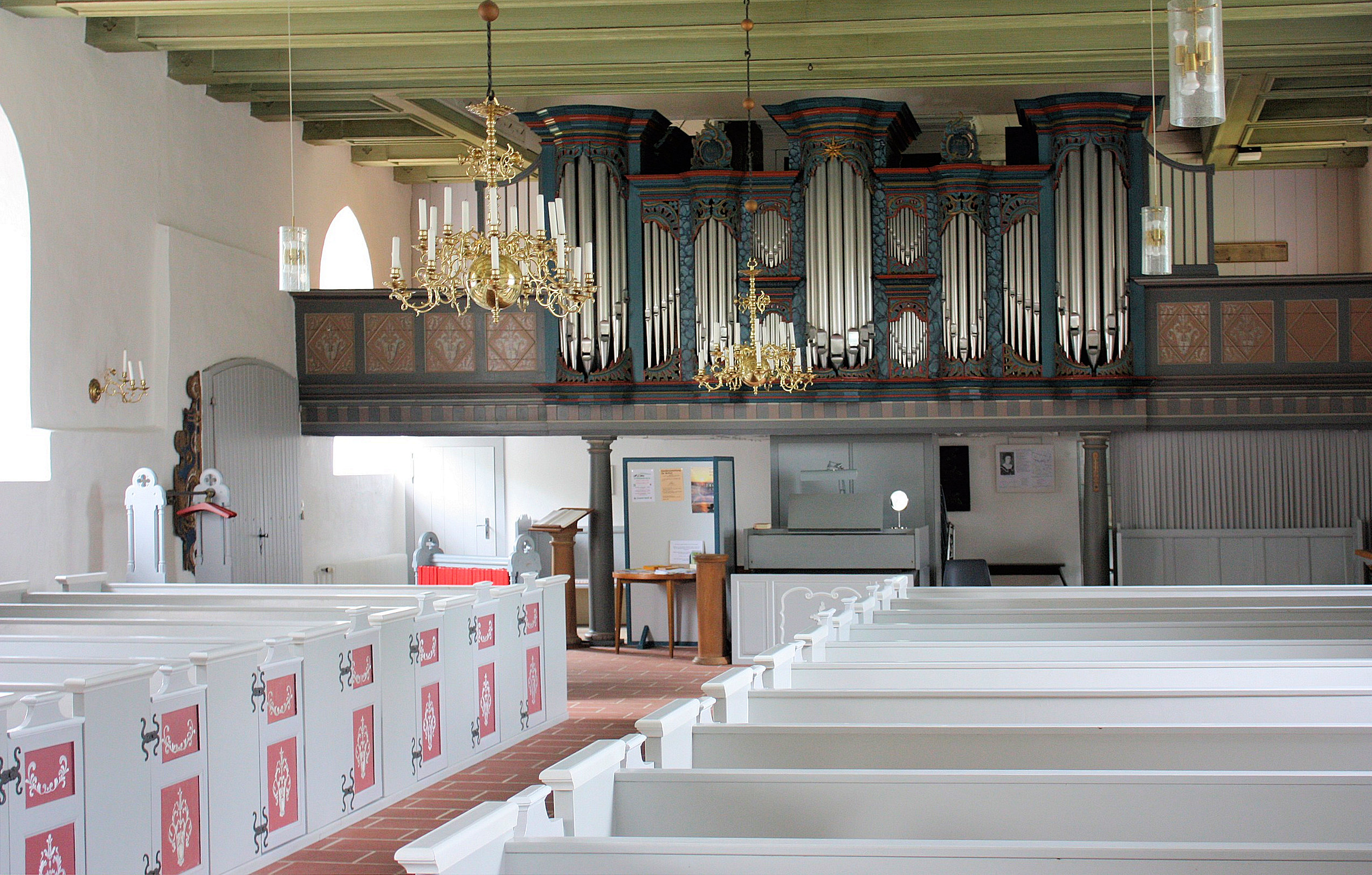
Blick zur Orgel

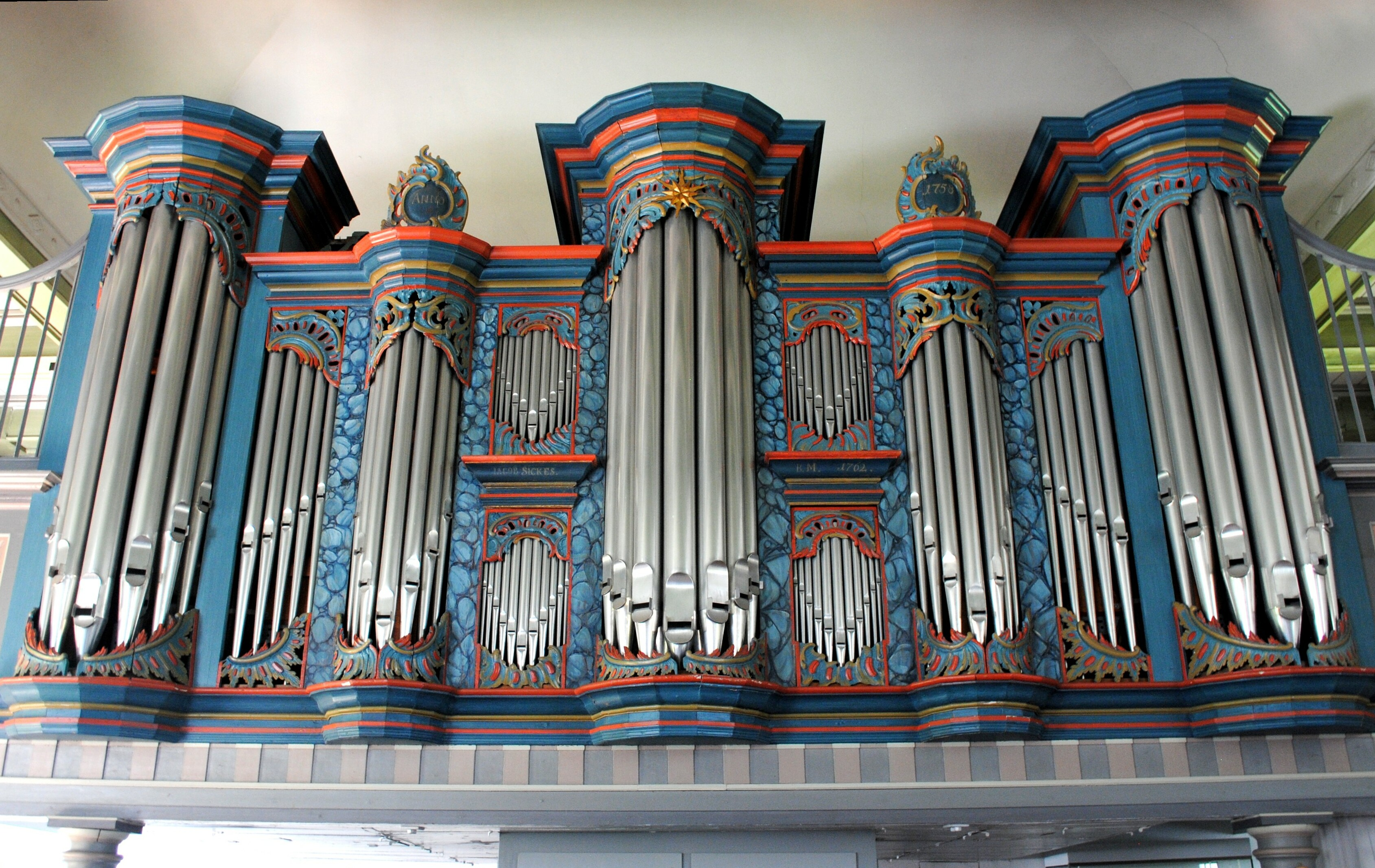
Orgelprospekt

Die erste Orgel der Leonhardskirche war ein Werk des Orgelbauers Johann Matthias Schreiber aus dem Jahre 1758. Von ihr ist nur der prachtvolle barocke Prospekt erhalten. Die 1830 durch den Orgelbauer Wohlien um zwei Felder und zwei Pedaltürme erweiterte Orgel wurde 1974 von Detlef Kleuker durch ein neues Instrument mit 15 Registern, verteilt auf zwei Manuale und Pedal, ersetzt.
Die Disposition lautet wie folgt:
| I Hauptwerk C–g3 |           |    |
| 1.               | Prinzipal | 8′ |
| 2.               | Rohrflöte | 8′ |
| 3.               | Oktave    | 4′ |
| 4.               | Gemshorn  | 2′ |
| 5.               | Mixtur IV | 2′ |
| 6.               | Trompete  | 8′ |

| II Oberwerk C–g3 |              |       |
| 7.               | Gedackt      | 8′    |
| 8.               | Blockflöte   | 4′    |
| 9.               | Prinzipal    | 2′    |
| 10.              | Sifflöte     | 1 ⁄3′ |
| 11.              | Scharff III  | 1′    |
| 12.              | Rohrschalmei | 8′    |
|                  | Tremulant    |       |

| Pedal C–f1 |                 |     |
| 13.        | Subbass         | 16′ |
| 14.        | Flötenprinzipal | 8′  |
| 15.        | Choralbass      | 4′  |

- Koppeln: II/I, I/P, II/P
- Spielhilfen: Zimbelstern

## Friedhof und Pastorat
Das reetgedeckte Pastorat ließ 1658 der wohlhabende Marschenbürger und Händler Peter van der Beeke errichten, dessen Initialen als Maueranker am Treppengiebel erhalten sind. 1754 kaufte es die Kirche als Wohnung für den Hauptpastor. 1790 wurde das Haus umgebaut. Das Diakonat, die Wohnung des zweiten Predigers, wurde 1641 erbaut. Beim Abriss 1969 blieb der Giebel erhalten und wurde in die Leichenhalle integriert.
Auf dem Friedhof befinden sich das Grab des Eiderstedter Chronisten und Koldenbüttler Hofbesitzers Peter Sax sowie zwei Gedenksäulen an Gefallene der Schleswig-Holsteinischen Erhebung.